# Pearcéite
La pearcéite est un minéral de la classe des sulfures. Il a été découvert en 1896 dans une mine d'Aspen dans le comté de Pitkin, dans l'État du Colorado (États-Unis). Il est nommé d'après le chimiste et métallurgiste américain Richard Pearce (1837-1927), de Denver, Colorado. Il appartient et a donné son nom au groupe de minéraux de la pearcéite.

## Caractéristiques
La pearcéite est un sulfosel d'arsenic, d'argent et de cuivre, de formule chimique [(Ag,Cu)6(As,Sb)2S7][Ag9CuS4]. Il a une dureté de 2,5 à 3 sur l'échelle de Mohs et une densité de 6,1 g/cm³. En plus des éléments de sa formule, il comporte généralement comme impuretés : zinc, fer et antimoine. Il est extrait comme minerai de cuivre et d'argent.
Il existe trois polytypes : la pearcéite-M2a2b2c monoclinique, la pearcéite-T2ac et la pearcéite-Tac, toutes deux trigonales. C'est l'analogue avec l'arsenic de la polybasite, avec laquelle elle forme une série de solution solide, dans laquelle le remplacement progressif de l'arsenic par l'antimoine va donner les différents minéraux de la série. Elle forme également une série avec la pearcéite-Tac, un de ses polytypes autrefois connu sous le nom d'antimonpearcéite.

## Formation et gisements
Elle apparaît dans les gisements de métaux d'origine hydrothermale, formée par métamorphisme à basse à moyenne température. Elle est habituellement associée à d'autres minéraux tels que l'acanthite, l'argent natif, la proustite, le quartz, la baryte et la calcite.

## Groupe de la pearcéite
Le groupe de la pearcéite est formé par cinq espèces minérales, toutes des sulfosels d'argent et de cuivre.
| Espèce           | Formule                                    |
| ---------------- | ------------------------------------------ |
| Cupropearcéite   | [Cu6As2S7][Ag9CuS4]                        |
| Cupropolybasite  | [Cu6Sb2S7][Ag9CuS4]                        |
| Pearcéite        | [(Ag,Cu)6(As,Sb)2S7][Ag9CuS4]              |
| Polybasite       | [(Ag,Cu)6(Sb,As)2S7][Ag9CuS4]              |
| Sélénopolybasite | [(Ag,Cu)6(As,Sb)2(S,Se)7][Ag9Cu(S,Se)2Se2] |